# 麻生真宮子
麻生 真宮子（あそう まみこ、1964年2月5日 - ）は、福岡県出身の元歌手、元女優、実業家。旧芸名の麻生真美子&キャプテンでデビュー。別名:田島 みわ、本名:田島 美和。一般社団法人JCA代表理事。身長162cm、B85cm、W60cm、H87cm（1993年8月）。

## 来歴
福岡県福岡市生まれ。1982年3月、福岡雙葉学園高校を卒業
後、日本テレビ「スター誕生!」でチャンピオン獲得。1983年6月、エムケイ企画所属。1983年12月、芸能活動のため大妻女子大学短期大学部退学。
1984年に3人組「麻生真美子&キャプテン」としてデビュー。シングル計6枚、アルバム1枚をリリースした後、1987年に解散。ソロで俳優業を中心に活動し、1993年6月には、写真集『FAKE』にてヘアヌードを披露した。
1996年から約2年間、敏いとう率いるコーラスグループ「ハッピー＆ブルーwithマミー」のメンバーに、ボーカルとして加わった。
1998年、健康食品販売やイベントコンパニオン派遣業を営む有限会社田島を設立、代表取締役に就任。2001年、銀座にラウンジ開店。
2008年9月、株式会社TAJIMAに組織変更。2009年4月、法政大学大学院入学。2010年4月、一般社団法人JCA(Japan Culture & Health Association)設立、代表理事に就任。2010年7月、第22回参議院議員通常選挙に、比例区として、自由民主党から公認候補者「田島みわ」として出馬するも落選。同年9月、Ustream「田島みわのちょっとひとコトもっとひとりゴト」放送開始。
2011年3月、法政大学大学院政策創造研究科修了、政策学修士学位取得。2022年8月、Mrs. Universe Japan 2022の日本代表選考会で3位、世界大会出場権獲得。
2019年の大阪府議会議員選挙に西区選挙区から自由民主党公認で出馬するも、落選。2025年の東京都議会議員選挙に港区選挙区から無所属で出馬するも、得票は2067票に終わり、候補者7名中最下位の7位で落選。

## 出演

### ディスコグラフィ
- シングル　日本（麻生真美子）ビクター

| # | 発売日         | A/B面 | タイトル               | 作詞         | 作曲         | 編曲       | 規格品番 |
| - | -------------- | ----- | ---------------------- | ------------ | ------------ | ---------- | -------- |
| 1 | 1987年 9月1日  | A面   | ささやきはデスティニー | 篠原仁志     | Mark Davis   | Mark Davis | SV-9277  |
| 1 | 1987年 9月1日  | B面   | 夜明けまで…            | 篠原仁志     | 浅沼正人     | 矢野立美   | SV-9277  |
| 2 | 1988年 4月21日 | A面   | 男だから 泣かないで    | 荒木とよひさ | 吉実明宏     | 矢野立美   | SV-9336  |
| 2 | 1988年 4月21日 | B面   | 膝を抱いて             | さかたかずこ | さかたかずこ | 矢野立美   | SV-9336  |

- シングル　イタリア（Aso Mamiko）

1. Drive me crazy to Love（イタリアでヒットチャート21位記録／韓国でもリリース）
2. Lies
3. Walking in the Sunshine
4. Your Lies（CD & MP3）

### テレビ番組
- 一枚の写真（1989年、フジテレビ）

### ドラマ
- 春日局（NHK）
- いのち草（1990年10月 - 1991年3月、読売テレビ・テレパック）
- 豆腐屋直次郎の裏の顔 第8話「愛人はエリート社員に首ったけ」（1992年9月1日、朝日放送 / アズバーズ） - 早乙女静
- その灯は消さない（1996年1月 - 1996年3月、東海テレビ・国際放映）
- 将軍家光忍び旅 第2シリーズ 第8話「鬼の涙か?木曽福島に光る水晶」（1993年、テレビ朝日・東映）
- 水戸黄門 第27部 第27話「恩を返した風来坊 -松井田-」（1999年、TBS・C.A.L）
- ザ・美容室（2000年、東海テレビ）

### 映画
- 君と見たい恐い話（1992年）
- 無頼平野（1995年、ワイズ出版）
- 血とエクスタシー（1995年、にっかつ）

### ビデオ
- 麻生真宮子の初めてのヨーガ エクササイズ編（1991年、主婦と生活社）VHS
- 私立女子高校-制服はランジェリー? 1（1993年、JVD）
- 元祖パチンコ物語 温泉珍道中 (1994年、ケイエスエス) - 桃奴
- 妖女伝説セイレーン（1994年、徳間ジャパン）
- 女飼い（1995年、ビームエンタテインメント）
- 味見師竜馬 性のソムリエ（1996年、キングレコード）

### 舞台
- ルーマニア国際音楽祭1994 審査員特別賞[要出典]
- Mrs. Universe Japan 2022日本代表選出 国内予選3位

## 出版

### 写真集
- Especially（1991年、TIS）
- FAKE（1993年、スコラ）
- PHEROMONE（1994年、ぶんか社）

### 著書
- MAMIKOトリノで逢いましょう（2005年、音羽出版）